# Élève
Pour un article plus général, voir Apprenant.
Le terme élève désigne toute personne qui reçoit un enseignement, que ce dernier se déroule dans un cadre scolaire formel ou dans un contexte informel, d'enseignement artistique amateur par exemple.
Dans les pays francophones, on utilise rarement ce terme pour désigner les inscrits à un cursus d'enseignement supérieur. On lui préfère le terme étudiant. Dans les formations professionnelles, on parle plutôt d'apprenti.
L'élève est un type d'apprenant. Certains apprenants ne suivent pas d'enseignement, ils s'autoforment.